# Asesinato de los monjes de Tibhirine

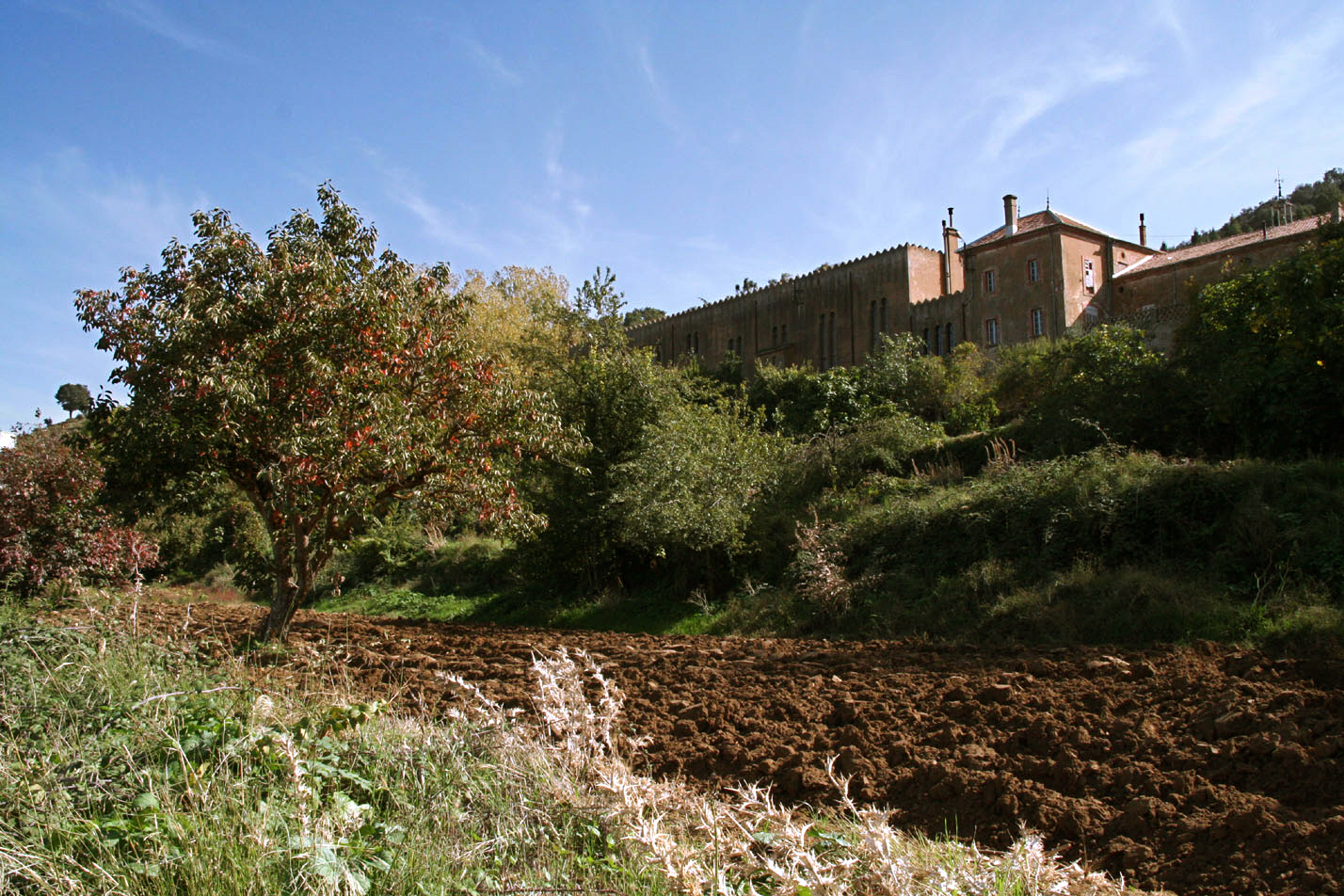
Vista del monasterio de Tibhirine.

Asesinato de los monjes de Tibhirine hace referencia al asesinato de siete monjes franceses secuestrados en marzo de 1996 durante la guerra civil argelina (1989-1999). El crimen se atribuyó al grupo islamista Grupo Islámico Armado (GIA). Sin embargo, en 2022 la investigación judicial todavía no había concluido.

## Hechos
En marzo de 1996 siete de los nueve monjes trapenses del monasterio Notre-Dame-de-l’Atlas en Tibhirine fueron secuestrados por un grupo de hombres armados. Dos meses más tarde, el 21 de mayo, un grupo del GIA reivindica su asesinato mediante un comunicado: «Hemos cortado la garganta de los siete monjes, en cumplimientos de nuestras promesas». Una semana después, el 30 de mayo, las cabezas eran encontradas cerca de Médéa y los funerales tuvieron lugar el 4 de junio en Tibhirine.
El monasterio había sido fundado en 1938 y era un lugar de encuentro entre el islam y el cristianismo. Los monjes y la población local trabajaban juntos en una cooperativa agrícola. Cuando comenzó la guerra civil argelina se convirtió en un lugar de refugio para los heridos de los dos bandos, siendo atendidos por el hermano Luc. Los monjes decidieron permanecer en el monasterio a pesar de las repetidas peticiones hechas por las autoridades argelinas para que lo abandonaran ―tres años antes habían sido asesinados una decena de religiosos franceses―.
Cuando el superior de los cistercienses Armand Veilleux quiso recuperar los cadáveres de los difuntos, se encontró con que los ataúdes que le entregaron las autoridades estaban llenos de arena y solo contenían las cabezas.

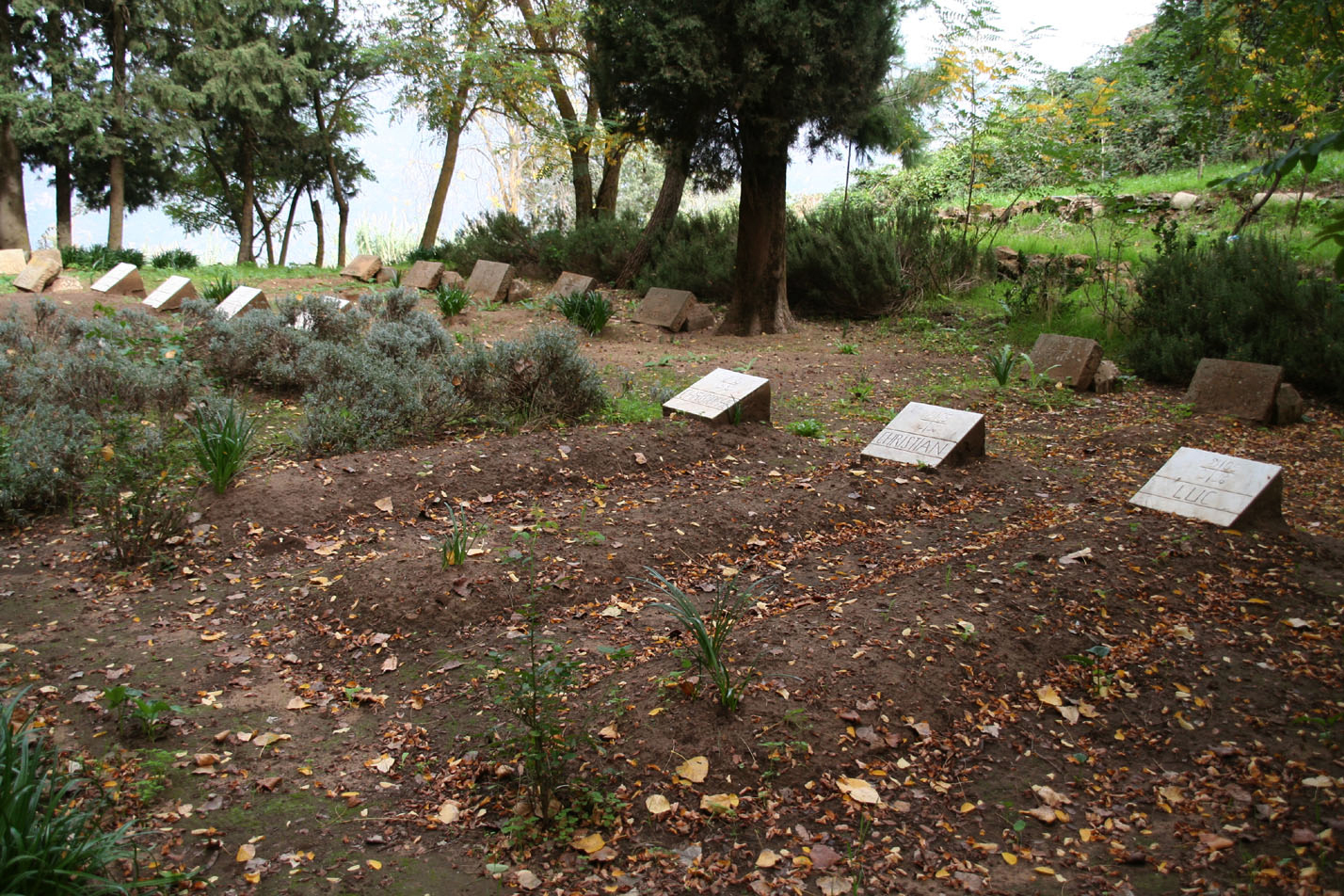
Cementerio del monasterio de Tibhirine.

Años después, en 2003, Veilleux y la familia de uno de los frailes asesinados llevan el asunto al Tribunal de París y este ordena la apertura de una investigación judicial. En el curso de la misma surge la cuestión de quién era realmente el tal Zitouni que reivindicó los asesinatos en 1996 ¿un islamista radical o un agente infiltrado de los servicios secretos argelinos? También surge otro interrogante: las autopsias de las cabezas revelan que fueron cortadas después de la muerte de los monjes, una forma de actuar que no era la habitual del GIA.
Por su parte el periodista Jean-Baptiste Rivoire publica un artículo en 2011 en el que afirma que el asesinato de los monjes fue un crimen de estado y acusa a los generales Mohamed Médiène y Samaïl Lamari, jefes del Departamento de Información y de la Seguridad (DRS). Según los testimonios recogidos por el periodista se trató de una operación que tenía como objetivo obligar a los monjes a abandonar la región, pero que habría salido mal.

## Memoria histórica
En 2010 se estrenó el film De dioses y hombres que relató los hechos. En 2018 la Iglesia católica beatificó a los monjes asesinados.